# Луций Постумий Альбин (консул 154 года до н. э.)
Луций Постумий Альбин (лат. Lucius Postumius Albinus; умер в 154 году до н. э.) — древнеримский политический деятель из патрицианского рода Постумиев, консул 154 года до н. э. 

## Происхождение
Луций Постумий принадлежал к одному из знатнейших патрицианских родов Рима, упоминающемуся в источниках, начиная с первого десятилетия Римской республики. Капитолийские фасты называют преномены отца и деда Спурия Постумия — Спурий и Луций; Спурий — это консул 186 года до н. э., умерший в 180 году, а Луций — трёхкратный консул, погибший в 216 году, в одном из сражений Второй Пунической войны.

## Биография
Первое упоминание о Луции Постумии в сохранившихся источниках относится к 168 году до н. э., когда он стал фламином Марса (flamen martialis). Позже в память об этом предполагаемый сын или внук Луция отчеканил монеты с изображением апекса, головного убора фламинов.
В 161 году до н. э. Луций Постумий занимал должность курульного эдила. В этом качестве он организовал вместе со своим коллегой Луцием Корнелием Мерулой Великие игры (Ludi Megalenses) и Римские игры (Ludi Romani), на которых дебютировал драматург Публий Теренций Афр со своими комедиями «Евнух» и «Формион» соответственно. В 159 году до н. э. Альбин третьим (после консуляра Авла Манлия Торквата и претория Секста Юлия Цезаря) и последним подписал сенатское постановление о тибуртинцах. Возможно, в тот момент он был претором-десигнатом: учитывая дату его консулата и требования закона Виллия, установившего минимальные временные промежутки между магистратурами, его претура могла приходиться либо на 158, либо на 157 год до н. э.
В 154 году до н. э. Луций Постумий стал консулом вместе с плебеем Квинтом Опимием. Предположительно именно к его консулату относится упомянутое Афинеем изгнание из Рима эпикурейцев Алкея и Филиска «за проповедь наслаждений». Альбин умер вскоре после вступления в должность. Согласно Юлию Обсеквенту, это произошло из-за болезни на пути в провинцию, куда Альбин отправился, несмотря на неблагоприятные предзнаменования; Валерий Максим утверждает, что Луция Постумия отравила его жена Публиция, которая за это была погребена заживо. На смену Альбину выбрали консула-суффекта Мания Ацилия Глабриона.
Исследователи констатируют наличие двух неразрешимых проблем в связи с рассказом о смерти Луция Постумия: фламины не могли надолго покидать Рим, а жениться им разрешалось только на патрицианках, тогда как Публиции — плебейский род. Сообщения источников могут не соответствовать действительности либо свидетельствовать о начавшемся во II веке до н. э. смягчении требований по отношению к жрецам.

## Потомки
Предположительно сыном Луция Постумия был фламин Марса и монетарий того же имени, живший во второй половине II века до н. э.